# Evelyn Mawuli
Evelyn Mawuli (馬瓜 エブリン; Toyohashi, 2 de junho de 1995) é uma jogadora japonesa de basquete profissional que atualmente joga pelo Aisin AW Wings da Women's Japan Basketball League.
Ela conquistou a medalha de prata nos Jogos Olímpicos de Verão de 2020 com a seleção do Japão.